# Bella Lewitzky
Bella Lewitzky (13 de enero de 1916 — 16 de julio de 2004) fue una bailarina, coreógrafa y profesora de baile de nacionalidad estadounidense.

## Biografía
Nacida en Los Ángeles, California, en el seno de una familia de inmigrantes judíos rusos, Lewitzky pasó su infancia en una utópica colonia socialista en el Desierto de Mojave, y en un rancho en San Bernardino (California). Sin embargo, siendo adolescente fue a vivir a Los Ángeles, estudiando ballet durante un breve período de tiempo.
En 1934 ingresó en la compañía de Lester Horton, en la que fue primera bailarina y parte fundamental del desarrollo de la Técnica Horton.
Lewitzky fundó en 1946 Dance Theater of Los Angeles junto a Horton, una de las pocas instituciones que en los Estados Unidos albergaba bajo un mismo techo una escuela de baile y un teatro. Ella dejó la compañía en 1950 para seguir una carrera independiente. Así, actuó como una bailarina en el film en Technicolor de 1943 White Savage, y fue coreógrafa en las películas Bagdad (1949) (con Lester Horton), Tripoli (1950), y Prehistoric Women (1950).
En 1951 fue citada por el Comité de Actividades Antiestadounidenses para responder a preguntas sobre actividades comunistas en el campo artístico, a lo que respondió que ella era una bailarina, y no una cantante.
Lewitzky dio a luz en 1955 a su única hija, Nora, y ese mismo año pasó a hacer sus ensayos en Idyllwild-Pine Cove, California, una pequeña población en la Sierra de San Jacinto. En 1958 fue fundadora del departamento de baile de la Idyllwild School of Music and the Arts, la cual pasó a llamarse más adelante Idyllwild Arts Academy, y en la cual estuvo enseñando hasta 1972. 
En 1966 fundó la Lewitzky Dance Company. Bajo su dirección artística, la compañía llegó a ser una de las principales compañías de baile moderno a nivel internacional, actuando en cuarenta y tres estados y en veinte países en los cinco continentes. Entre los diversos componentes de la compañía figuró la antigua actriz infantil Noreen Corcoran, conocida por su actuación en Bachelor Father.

## Vida personal
Lewitzky estuvo casada con Newell Taylor Reynolds, un arquitecto y diseñador de decorados al que conoció cuando ambos bailaban en la compañía de Lester Horton. Reynolds diseñó decorados para la Lewitzky Dance Company. El banquete de bodas se celebró en la Samuel Freeman House, la cual ellos frecuentaban.
Bella Lewitzky falleció en Pasadena, California, en 2004, a causa de las complicaciones surgidas tras presentar un accidente cerebrovascular.

## Premios
Lewitzky recibió diversos premios, entre ellos doctorados honorarios del Instituto de las Artes de California (1981), el Occidental College (1984), el Otis Parsons College (1989), y la Escuela Juilliard (1993). En 1991 fue también premiada con el Heritage Award concedido por la National Dance Association. Finalmente, en 1996 recibió la Medalla Nacional de las Artes.